# 飛行機の安定
飛行力学において飛行機の安定（Stability）とは、定常飛行で擾乱を受けて起こった動揺が消失することである。
飛行機の無動力状態はグライダーと同じであるため、本項では、固定翼の航空機を指して固定翼機の語を用いる。ヘリコプターのような回転翼、気球、飛行船などは、該当項目を参照。

## 固定翼機の動きの分類と定義

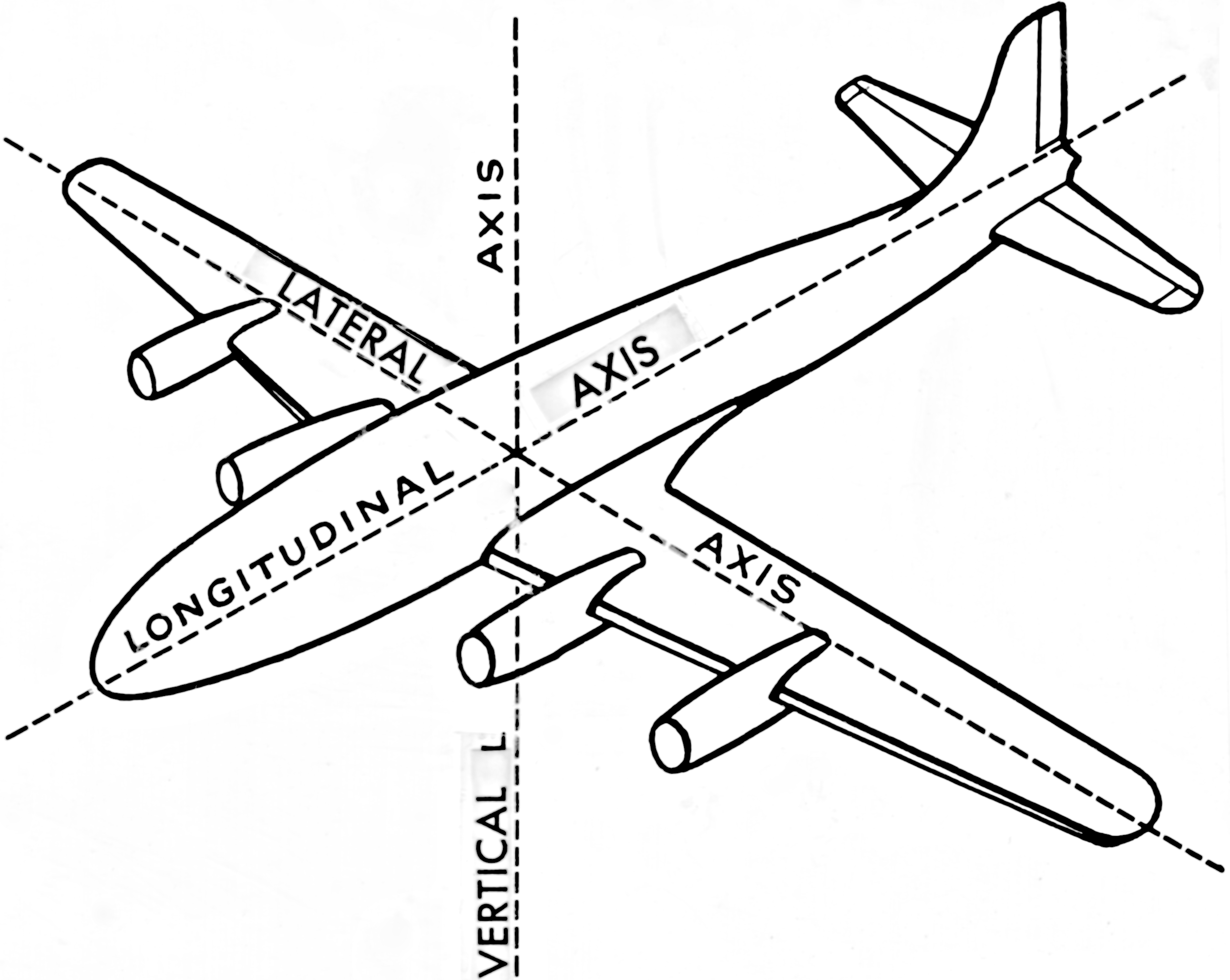
固定翼機の3軸

固定翼機は3次元空間を運動する。その空間は、操縦席に座ったパイロットを基準にして、上下、左右、前後と定義されている。
空間を示すために、重心位置を通る直交する前後（x）・左右（y）・上下（z）の3本の座標軸を想定するが、これらは「3軸」と総称される。重心位置は、直線翼の場合、おおむね主翼の前縁から後縁までの前から1/4から1/3ほどにある。この場合の左右を結ぶ座標軸は、主翼の両翼端の前寄りを結んだ線である。前後を結ぶ座標軸はおおむね機軸（胴体の略中心を通る基準線）になり、上下を結ぶ線は胴体中央の重心位置に垂直に立つ。
前後の線をローリング軸（x軸）、左右の軸をピッチング軸（y軸）、上下の軸をヨーイング軸（z軸）と呼ぶ。左右に傾く運動は、ローリング軸周りの回転運動であり、ローリング（横揺れ）である。機首の上下運動は、ピッチング軸周りの回転運動で、ピッチング（縦揺れ）と呼ぶ。機首を左右に振る方向の変化は、ヨーイング軸周りの回転運動であり、ヨーイング（偏ゆれ）である。
3軸のそれぞれの方向に、速度の変化（加速度）が生ずる。ローリング軸方向が、通常の飛行方向であって、飛行速度の変化はローリング軸の運動になる。ピッチング軸方向の速度変化は、左右に向かう横滑りである。上昇と下降はヨーイング軸方向の運動であるが、通常はローリング軸方向の飛行速度と組み合わさって、斜め上下方向に生ずる。
固定翼機の運動は上記の3種類の回転運動、3種類の加・減速運動に分解して分析する。固定翼機が擾乱を受けて生ずる動揺も、同様に6種類に分解されて分析される。但し、後述するように、いくつかの動きを組み合わせて安定は考えられている。

## 固定翼機の安定分析のまとめ方
固定翼機の安定には、尾翼、主翼の上反角、重心位置、安定装置、自動操縦装置ならびに操縦などが寄与する。これらの諸要素の働きを、前項記述の動きのいくつかを組み合わせた場で追跡して、その場の安定を分析される。
向きの変化は速度の変化よりも安定に影響するので、前項記述の回転運動の場合を先に検討する。
ピッチング軸の安定を縦安定と呼び、厳密には次のように定義される。固定翼機の対称面内の運動に関する安定を言う。前進速度（u）、上下速度（w）、たて揺れ角速度（q）、もしくは飛行速度（V）、経路角（φ）、迎え角（α）で表される運動は、横又は方向に関する運動と、実用的な意味で独立である。
これに対置される場が横安定である。ローリング軸とヨーイング軸の回転運動は、相互に関連し、互いに独立ではないので、まとめて横安定と扱う。横安定とは、横揺れ、偏揺れ、横滑りに関する安定のことである。この運動は縦の運動と事実上独立であり、これらの3つの要素は相互に関連し合って分離できないものである。バンク角が生じてもそのために直接バンクを回復する作用は無く、バンクのために横滑りが起こってバンクが回復する横揺れ運動が出る。横滑りによって同時に偏揺れが生じ、又横揺れ角速度があれば、偏揺れモーメントが現われる。

## 静安定と動安定
安定（性）は向復元状態の観点別に、静安定と動安定に区分される。

### 静安定
静安定とは、突風などの外乱によって本来の釣り合いからずれた場合、元に戻ろうとする力（モーメント）の大きさである。例えば、迎え角5度で飛んでいた機体が、突風によって上を向き、10度になってしまった場合、それを元の5度に戻そうというモーメントの大きさで静安定の強さを示す。
量的に示す場合は、角度に対する復元モーメント（一般化されたモーメント係数）、あるいは、単位角度（例えば1度）当たりのモーメントになる。この値が、元に戻る方向（10度より5度へ）ならば安定なのであるが、逆の方向に働けば機体はますます上向きになるため、釣り合いは更に大きく崩れ、このような状態は、不安定である。

### 動安定
動安定は、本来の釣り合いからずれた状態（例えば迎え角10度）から、元に戻るときの時間経過と戻り方を示すものである。
一回で、漸近線を描いて元の迎え角5度に戻れば理想的であるが、一般には戻りすぎて（オーバーシュートして）5度以下の2度になり、それから逆方向に復元して、また5度を通り過ぎて7度になる、といった経過をたどり、波状飛行（ピッチング）を繰り返す。少しずつ振幅が減れば動的に安定であり、振幅が増加して最後にダイブするようならば不安定である。

## 縦安定性

### 翼とその風圧中心
翼は、下面の正圧（押し上げ）と上面の負圧（吸い上げ）によって上向きの揚力を発生するが、その圧力を横から見た場合、前縁から後縁まで一様にかかっている状態ではない。上向きの力は、前縁から15から30%部分までの比率が大きく、前縁や後縁部分は小さく、全部をまとめた場合は、概ね25%ほどの部分に圧力がかかる。この位置を風圧中心と呼ぶ。
尾翼のない単独翼でも、風圧中心と重心を一致させておけば、揚力と重力が同じ点にかかるので、釣り合い、飛行する。但し、何らかの外力（例えば突風）で上または下を向き、迎え角が増減した場合は、元にもどす働きはなく、そのまま突っ込み、あるいは失速する。つまり単独翼は一般に安定ではない。
これに加えて、普通の翼型では迎え角が増えると風圧中心は前縁方向に移動する。従って重心よりも前に揚力がかかるわけで、前が持ち上げられ、更に迎え角が増え、失速に至る。つまり、更に姿勢が崩れるわけで、不安定である。

### 水平尾翼の働き

水平尾翼がない固定翼機の図

単独翼をモーメントアーム（梃子）になる胴体に取り付け、後方に水平尾翼を取り付けた形が、通常の固定翼機の形式である。
単独翼のときと同じ条件を想定すると、重心位置は同じで、尾翼は揚力発生していない。この状態で突風などによって上を向き、迎え角が増えた場合、初期状態では揚力を発生しない（迎え角がゼロの）水平尾翼にも迎え角がつき、はじめて揚力を発生する。水平尾翼に揚力が発生すると、尾部が持ち上がって胴体が下向きになり、主翼の迎え角は減る。
何かの外力によって上を向いたときは、尾翼に揚力が発生して、尾部を押し上げ、はじめの向きに戻す働きが、尾翼と胴体をつけることによって生まれる。従って、主翼・尾翼がつながった形式は、姿勢が変わったときに元にもどす働きを内蔵していることを意味し、現代では安定したシステムと認識されている。
一般的な翼型の主翼では、迎え角が増えたときは風圧中心の前方移動があるため、姿勢を更に崩そうとする要素が発生する。但し、風圧中心の移動距離は翼弦の10%ほどであり、これに対して胴体の長さは翼弦の数倍で、モーメントアーム長に数10倍の違いがある。したがって、腕の長い尾翼の復元力は、主翼の風圧中心移動による姿勢を崩すモーメントよりはるかに大きい。
安定性が強すぎると操縦性が悪くなるので、無闇に安定性を強化できない。動安定まで考えると、実用上動揺の性質は収斂が早く（半減期が短く）、周期が長いことが望ましい。固定翼機の縦動揺は、短周期で収斂の早い運動と長周期で収斂の遅い運動の和である。前者は擾乱を受けた後短時のみの問題となりうるが、急激に消失するため、後まで残る長周期運動のほうが問題である。縦の動安定を得るためには、縦の静安定が正で適当な値の動的減衰を持たなければならない。

### 水平尾翼容積比とその計算式
水平尾翼が縦安定を決定するが、その効き方は主・尾翼間の距離（胴体の長さ）と水平尾翼の発生する揚力の大きさの積で増減する。つまり、梃子の働きであり、その効き方の大きさは「水平尾翼容積比」と呼ばれる相対化された指数に比例する。
その計算式は、水平尾翼容積比 = (水平尾翼面積 × 後モーメントアーム) / 主翼面積 である。
後モーメントアームは、後モーメントアーム長 / 空力平均翼弦長 で算出される。水平尾翼容積比の値が大きければ、縦の静安定性は大きい。

## 横安定性
前節の「縦安定」は、ほかの軸と独立に生ずる揺れに関するものであるから、単独に取り上げた。残る2つ（ロールとヨー）の運動は一方が他方を引き起こすような相互関係が有り、まとめて「横安定」として分析・対処する。
横安定の効果が見られる代表的な飛行状態としては、直線水平飛行など定常飛行をしているときに、左右に傾き、あるいは方向が偏れた場合の、自動的な回復である。

### 主翼上反角による、傾き（ロール）の修正効果
定常飛行で、機体が左右に傾いた場合、主翼の揚力の方向も同方向に傾き、横向きの分力が生ずることから、傾いた方向に横滑りが起き、機体および主翼は横方向の気流速度成分を受ける。
この時、主翼に上反角があれば、横滑り側の片翼は下側から、反対側の片翼は上側からこの気流速度成分を受け、横滑り側の片翼は迎え角の増加、反対側の片翼は減少を生ずる効果となる。したがって、横滑り側の片翼の揚力が反対側よりも大きくなり、機体の傾きを回復する向きのモーメントが発生する（エルロン操作を行なわなくとも）。
上反角の大きさは、主翼の中央（機軸）と翼端を結んだ線と水平面との角度である。上反角が大きいほど、一定の横滑りに対する両翼の迎え角の差が大きくなるため、傾きを回復させる力は大きくなる。また、上反角が同じであっても、主翼の中央部を水平のままにして、翼端部だけ大きな角度の上反角を付けた場合は、両翼の揚力差が翼端部に集中し、ロールのモーメントアームが長くなるので回復力は増加する。

### 垂直尾翼による方向の偏り（ヨー）の修正効果
上記の横滑りが生じた場合、垂直尾翼は横滑り方向から気流を受け、横滑りと反対方向に揚力を発生する。その結果、機首は方向舵操作なしで横滑り方向に向き、機軸は気流に正対する。この効き方は「風見鶏」が風に向かう場合と同様なので風見安定効果「ウエザーコック・スタビリティー」と呼ばれる。

### 上反角の効果と垂直尾翼の効果の組み合わせ
両効果を別々に考えると、ロール・ヨーに関して安定であるが、両効果は同時に生じ、その量的なバランスが適当でないと、スパイラル・ダイブ（螺旋不安定）、あるいはダッチロールのような不安定状態を生ずる。スパイラル・ダイブは上反角過小、垂直尾翼過大の場合、ダッチロールはその逆の場合である。

### スパイラル・ダイブ
正確には、スパイラル・ダイブは結果として起きる運動のことで、特性を指しては螺旋不安定性（spiral instability）と言う。航空学辞典によれば、バンク角が生じてもそのために直接バンクを回復する作用は無く、バンクのために横滑りが起こってバンクが回復する横揺れ運動が出る。横滑りによって同時に偏揺れが生じ、又横揺れ角速度があれば、偏揺れモーメントが表れる。
横滑りが生じたとき、主翼に上反角が付いていれば、前述のように反対側にロールして傾きを戻す動きが生じる。
上反角が全く無く、垂直尾翼の面積が過大である機体について考える。そのような機体にバンク角が生じると、それを回復する作用は無い。さらに横滑りが起きるが、その時過大な垂直尾翼は尾側の滑りを妨げるように働く。結果として機首は余計に横滑り方向に向き、主翼も同方向に振られる。その結果、横滑り側の片翼の気流は減速され、反対側は増速される。したがって、横滑り方向の片翼の揚力は減り、反対側の片翼は増え、機体を横滑り方向に傾ける力、すなわち、最初に生じたバンク角を増やす向きの力が発生する。
横滑りに起因する、上反角による迎え角差の揚力差（機体を横滑りと反対方向にロールさせる）と垂直尾翼の働きで機軸を横滑り方向に振ることによる、両翼の速度差に起因する揚力差（機体を横滑り方向にロールさせる）では、双方のローリングモーメントのどちらが大きいかによって、機体の動きが変わってくる。前者の上反角起因のローリングモーメントが強い場合は、傾きが回復する。それに対して後者の垂直尾翼起因のローリングモーメントが強い場合は、傾きが増加する。この場合、傾き方向の旋回が急になり、ますます傾きが増し、機首を下げる、「スパイラル・ダイブ」に陥る。つまり、横滑りによる横揺れモーメントが小さく、偏揺れモーメントが大きすぎるときは、非周期発散となって次第に急螺旋状態に陥る。これを「螺旋不安定」といって垂直尾翼が大きすぎるときに相当する。

### ダッチ・ロール

ダッチロール

スパイラル・ダイブに陥らないためには、相対的に上反角の効きを強化する、つまり上反角度を大きくするか、垂直尾翼面積を小さくすればよい。しかしながら程度を越すと別の不安定さが生じ、上反角の効きが勝ちすぎた場合は、ダッチ・ロールと呼ばれる飛び方になる。

### 上反角の大きさと、垂直尾翼面積のバランス
スパイラル・ダイブになるか、ダッチ・ロールになるかと言う分かれ目は、垂直尾翼と主翼上反角の相対的大小による。
水平尾翼と同様に、関係する仕様から平均的な容積比（指数）を使って、「適当」な垂直尾翼面積を算出する公式はある。しかしながら、修正要素をいろいろと加えて判断する必要がある。
- 垂直尾翼容積比＝（垂直尾翼面積×後モーメントアーム）/（主翼面積×スパン）

垂直尾翼容積比を使った計算は、式から捨象された要因が多く、精度が低い。
捨象された要因として重要なものは、胴体の側面積の変化である。
重心位置より前の側面積の増加は、横滑りしたときにすべりと反対側にヨーイングモーメントを発生するから、横滑りの角度を増やすという、垂直尾翼と逆の働きをする。水上機のフロートはこの効果が大きく、それを修正するために原型の陸上機より大きな垂直尾翼を付けた例が多い。

## 安定に影響する揚力以外の要因

### 重量分布の影響
同じ長さの胴体、同じスパンの翼であって、モーメントアームの長さが同一であっても、翼端の増設タンクによる翼端の重量増加など、重量配分によってその振動（ローリング）の挙動が異なり、安定に影響する。つまり、両端に重量が集まると、揺れ難いが、揺れだすと止まり難い。
縦揺れ（ピッチング）の場合も、胴体の前・後端に重量物が配置された場合は同様の影響がある。

### 胴体の側面積の影響
横安定、特に上反角の効果に対して、胴体の位置と側面積は影響する。
高翼と低翼では上反角の効きが数度分違う。中翼はその中間の効きになる。
また、方向安定にしても、細い棒状の胴体に最小限の垂直尾翼が付いた場合と、胴体（特に機首部分）に側面積があり、その不安定効果を補正するだけ垂直尾翼を大きくした場合と比べると、数値上の方向安定が同じであっても後者のほうが飛ばしやすい。

### 抗力の大小と速度安定
飛行方向が下向きに変わった場合など、機体を加速する条件が生じたとき、抗力が少ない設計ほど加速しやすく、飛行速度が変動しやすい。縦安定でとりあげたピッチング（波状）飛行の場合、抗力の少ない設計、言い換えれば高性能な機体ほど、大幅な速度変化が誘発され、ピッチングが収まりにくい。つまり、「速度安定」が悪いことになる。固定翼機の高性能化の手法としては抗力の削減が最重要であるが、上記のような速度不安定に起因する問題に対処する必要がある。

## 電子制御と安定
上記のように、従来の航空機は、全飛行領域に渡って静安定がプラスになるよう、重心は風圧中心より前方に位置するように設計されている。しかしこのためには、釣合い飛行状態では水平尾翼が負の揚力を発生せねばならず無駄になるほか、十分な安定性を確保しようとすると尾翼面積が大きくなり、構造重量や抵抗が大きくなる。
これに対し、静安定緩和 (RSS）特性を備えた航空機では、重心位置を後退させて静安定を小さくしたり、あるいは負の静安定をとる＝不安定として、不足する安定性は制御によって補償する。このようにすることで水平尾翼を小さくでき、構造重量や抵抗を減少できる。また軍用機であれば運動性の向上も期待できる。このRSSの技術は、運動能力向上機（CCV）の一環として開発・実装されている。